# 约翰·亚历山大·麦克唐纳
约翰·亚历山大·麦克唐纳爵士，GCB，KCMG，PC，PC (Can)，QC（英語：Sir John Alexander Macdonald，1815年1月11日—1891年6月6日），加拿大首位总理。其政治生涯长达四十多年，在加拿大联邦中，扮演着举足轻重的角色。麦克唐纳总共担任了长达十九年的总理，时至今日，只有威廉·莱昂·麦肯齐·金打破了此纪录。
麦克唐纳生于苏格兰，在儿时随家人移居上加拿大金斯顿（今东安大略省）。成年后，他随当地一位律师学习法律，但这位律师在他沒有取得律师资格的時侯就逝世了。虽然没有正式取得律师资格，他还是开办了自己的律师楼。麦克唐纳随后卷入了数宗知名的诉讼中，使他在当地名噪一时，他也因此在1844年取得了议会席位。1857年，他当选为聯合副總理（Joint Premier）。
1864年，为了实现建立稳定的政府，以及延长执政时间、推行联邦和政治改革，麦克唐纳与政敌乔治·布朗（George Brown）一起，组成了大联合政府（Great Coalition）。在随后进行的各种会议当中，他扮演着领袖角色。这些会议结束后，英国国会通过了《1867年英属北美法令》（British North America Act），加拿大也随着法令的通过而正式成為英國名下的一個自治領，而獲得半獨立地位。
麦克唐纳获选为加拿大首任总理，他余生中的大部分时间都在担任总理。19世纪70年代，麦克唐纳因太平洋丑闻（Pacific Scandal，一件与加拿大太平洋铁路有关的贪污丑闻）下野，在五年后再次上台执政。在他的第二个任期内，铁路横跨了加拿大东西部，这不仅促进了物流运输还团结了各地人民。他因为其为加拿大做出的贡献受到后人赞誉：第一，在障碍重重的情况下，建立了加拿大联邦；第二个是，扩大了加拿大领土，使得加拿大由一个相对较小的殖民地，发展为一个覆盖北美北半部的国家。1891年，麦克唐纳逝世，这时加拿大的领土已经与今日的领土相差无几。

## 早年
约翰·亚历山大·麦克唐纳，1815年1月11日生于苏格兰格拉斯哥。他的父亲休·麦克唐纳（Hugh Macdonald）是不成功的商人，他的母亲名为海伦·肖恩（Helen Shaw）。1811年10月21日他的父母结婚。麦克唐纳在家中排行第三，有四个兄弟姊妹。1820年，他的父亲生意失败并负上了债务，于是携带妻儿移民上加拿大金斯顿，投靠那里的亲戚朋友。
麦克唐纳最初与另一家人同住，后来他们住在自家的杂货店里。初到加拿大不久，约翰的幼弟詹姆斯就被照顾他的仆人打死。杂货店破产后，他们迁居至金斯顿西面的海伊湾（大納潘尼以南），又开了一间商店。1829年，麦克唐纳的父亲成为为美德兰地区法院法官。约翰·麦克唐纳的母亲对他有毕生影响，曾帮助他渡过婚姻难关，在死前都是他的动力。
十岁前，麦克唐纳在当地学校读书。十岁后，他家凑钱供他到金斯顿美德兰区文法学校读书。五年后，麦克唐纳自学校毕业，但没有进入大学深造。在当时，只有富裕家庭的子弟能进入大学深造。他后来为此感到后悔，还对秘书约瑟夫·波普说，如果他能升读大学的话，他可能会成为作家。

## 法律生涯

### 早年
麦克唐纳的父母希望他毕业后当律师。正如传记作家唐纳德·克莱顿所言，“当律师是通往财富、权势的坦途”，他又写道“这个选择，对于有兴趣读书，没兴趣从商的男孩来说，是显然易见的。”而且麦克唐纳的父亲，再次生意失败，所以他必须马上开始赚钱养家。后来，他写道“我没有童年，我在十五岁开始，就要自己养活自己。”

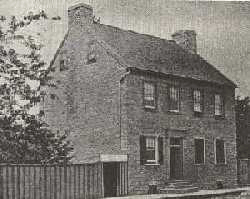
麦克唐纳开办律师楼后不久，就与家人一起迁入这座位于金斯顿里多街的房子。

麦克唐纳乘气船，南下多伦多（旧称约克），参加上加拿大律师协会（Law Society of Upper Canada）的考试，考试内容包括数学、拉丁文与历史。当时加拿大没有律师学院，学生在开始学习法律时和结业时各参加一次考试。在两次考试之间，学生会随已经取得律师资格的人学习法律。麦克唐纳的师傅是乔治·麦肯齐（George Mackenzie），他是年轻有为的律师，受到金斯顿苏格兰人拥戴。麦肯齐精通公司法，作为徒弟麦克唐纳后来也很擅长这一方面的诉讼。麦克唐纳是优秀的学生，1833年夏，他在师傅到下加拿大（现在魁北克省的南部）办事的时候，替师傅打理律师楼，同年，他又替师傅的表兄弟打理律师楼。
1834年8月，麦肯齐因霍亂病逝，那时麦克唐纳还在替他的表兄弟打理位于皮克顿（Picton）律师楼。次年，麦克唐纳回到金斯顿，在未够年龄，未取得律师资格的情况下，开办自己的律师楼，希望能争取到师傅的客户。 麦克唐纳一家也回到了金斯顿居住，迁居后，他的父亲进入当地的银行当职员。
1836年1月，麦克唐纳取得律师资格，收了两个人为徒，两人后来与麦克唐纳一样，都做了国父。其中一位后来出任安大略省长，另一位后来则出任安大略省督、联邦内阁部长。伊莉莎（Eliza）是他早期的顾客，她在购买一间商店时，寻求麦克唐纳的法律意见。她是麦克唐纳其中一位最富裕、最忠诚的支持者，两人之间的关系，可能超出了朋友的范围。麦克唐纳在金斯顿参与了很多机构，希望这样做能提高自己的知名度。他也参与了数件著名的案件，曾为强奸儿童的罪犯威廉·布拉斯（William Brass）辩护。布拉斯后来被处以极刑，但报界并没有因此而批评麦克唐纳，相反，他们赞扬麦克唐纳为布拉斯作出了有力的辩护。专集作家理查德·格温（Richard Gwyn）写道：
通过这个案件，麦克唐纳变得广为人知。他登上了公众意见的法庭，他将会在这里渡过大半生，并学会辩论的艺术，劝说的技巧，这对他有很大益处。

### 声名大噪
在当时，所有十八岁以上，六十岁以下的上加拿大男性居民，都是守备民兵（Sedentary Militia）的成员。1837年，不满政府的人士在威廉姆·莱恩·麦肯西的领导下揭竿而起，政府动员了所有民兵，命令他们参与平乱工作。麦克唐纳也参与了战事，军衔是二等兵。他与同袍一起在金斯顿周围巡逻，但没有真正参与战斗。
大部分对叛乱者的审判，都在多伦多进行，但也有一些在金斯顿进行，麦克唐纳在叛乱平息后，为其中一位叛乱者辩护，这位叛乱者与其他叛乱者一样，成功脱罪。当地的报纸称麦克唐纳为“在行内迅速崛起的年轻律师”。

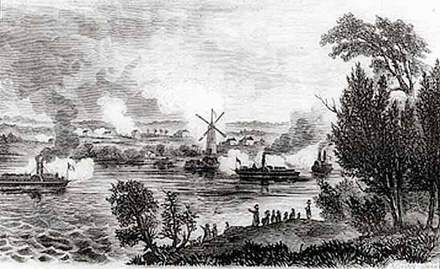
在1838年11月13日爆发的风车战役。

1838年末，麦克唐纳向一群侵犯加拿大边境的美国人提供法律意见。他们进入加拿大境内后，与叛军并肩作战了一段时间后，在风车战役中被俘。这群美国人在战役中亵渎了一位加拿大中尉的遗体，民众因此侮辱屍體的惡行而十分愤概，正如传记作家唐纳德·克雷顿所言，金斯顿在审批进行期间，“既疯狂又悲伤，既愤怒又恐惧”。是次审判在军事法庭进行，所以麦克唐纳无法在庭上为他们辩护。其中一位被告丹尼尔·乔治的家属请求麦克唐纳，向他们提供法律意见，获得了后者的接纳。乔治最后还是判處有罪而處絞。  传记作家唐纳德·斯维森写道“到了1838年，麦克唐纳已经巩固了自己的地位。他已经是公众人物，受人瞩目的年轻人，与一位资深的律师。”
1841年，英国国会将上加拿大、下加拿大合并为加拿大省，金斯顿成为了加拿大省最初的首府。此后，上、下加拿大改称东、西加拿大。
麦克唐纳继续发展自己的事业，更获多间当地公司任命为的董事。他也是米德兰区商业银行的董事兼代表律师。在这十年里，麦克唐纳一直在投资不动产。1841年，在他患病期间，他的父亲逝世了。麦克唐纳决定到英国放一个长假，养病散心。他在出国前赌了三天钱，赢了好几次。麦克唐纳在英国住了两个月，期间遇上了表姐伊莎贝拉·克拉克(1811－1857)。他并未在家信中提到伊莎贝拉，所以，在此期间发生了什么事情后人无从得知。1842年末，伊莎贝拉与姊妹一起到访金斯顿，两人的行程比计划中长了接近一年。伊莎贝拉与麦克唐纳最终在次年9月1日结婚。

## 政坛崛起

### 初入议会

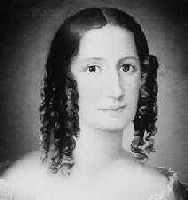
伊莎贝拉·克拉克·麦克唐纳画像，画家不详。

1843年2月，麦克唐纳宣布他将会参选地方议会参事（Alderman）。次月29日，他成功当选参事，得票156票，击败得票43票的对手杰克逊。麦克唐纳的支持者在庆祝时举起他，把他举到街上，不慎把他跌在地上。
1844年3月，一位金斯顿商人邀请麦克唐纳以保守党人身份，参加议会议员选举。他接受了邀请，按照当时的习惯，向选民提供大量酒精饮品。同年10月15日，选举结果公布，麦克唐纳得票275票，击败了得票仅有42票的安东尼·馬納漢（Anthony Manahan）。他到蒙特利尔，参加议会，并未发表演说，却成了选举法、议会程序的专家。麦克唐纳鄙视时人夸夸其谈的演说。
同年，伊莎贝拉患病，在康复后不久，又在次年旧病复发。1845年，麦克唐纳与她一起，前往美国养病，以为海风、温暖的气候能治愈她的疾病。与妻子一起，在美国渡过六个月后，麦克唐纳独自返回加拿大。1846年末，麦克唐纳与妻子在纽约重聚，在一起渡过一段时间后，伊莎贝拉有了身孕，夫妇二人因此一起回到加拿大。次年8月，伊莎贝拉抱病为丈夫诞下一子，名小约翰·亚历山大·麦克唐纳（John Alexander Macdonald Jr.）。伊莎贝拉在此之后，仍未康复，所以，小约翰由亲戚照顾。
在妻子患病期间，麦克唐纳的事业得到了发展。1846年，他获册封为御用大律师。同年，有人邀请他担任法律政策专员，但遭到他拒绝。1847年，联合总理威廉·亨利·德雷珀任命麦克唐纳为Receiver General。出任政府职务，迫使他放弃处理律师楼的事务，大部分时间留在蒙特利尔，与伊莎贝拉分别。同年12月的大选中，德雷珀所属的保守党获败，被迫下野。1848年3月，在新一届会议召开之前，麦克唐纳回到金斯顿与妻子重聚。同年8月，夫妇二人的长子约翰突然逝世。1850年3月，伊莎贝拉为他诞下次子，名休·约翰·麦克唐纳，麦克唐纳写道，“小约翰又回来了，几乎就是他的样子。”麦克唐纳在这段时间里，开始酗酒，部分后世学者认为，他染上这个恶习的原因是他家接连发生不幸事件。
自由党掌权的时日不久。1851年大选后，自由党因一件议会丑闻而分裂。同年9月，自由党政府倒台，由联合政府取而代之。新政府由阿伦·麥納卜爵士领导，麦克唐纳在其中担任总检察长。四年之后，卡地亞加入内阁，从此成为麦克唐纳的政治盟友。1856年，麥納卜在麦克唐纳的逼迫下，辞去总理一职，取代他的是Sir Étienne-Paschal Taché。不过，掌握大权的是麦克唐纳，而Taché不过是一个有名无实的总理。

### 出任联合总理

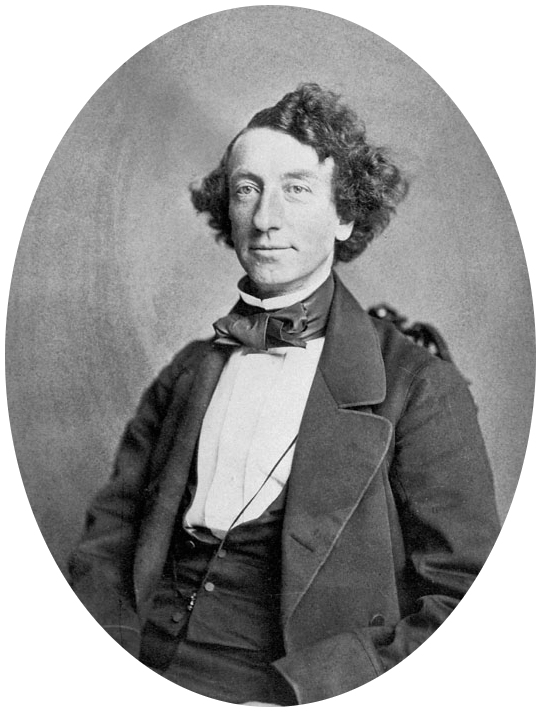
约翰·A·麦克唐纳，1858年

1857年7月，麦克唐纳因公到英国办事。回到加拿大后，他领导保守党参加大选，获得成功，获任为联合总理，代替Taché。虽然他再次高票数当选为金斯顿议会议员，但他的所属的政党，保守党，在西加拿大的选情很差。麦克唐纳之所以能上台执政，是因为他得到法裔加拿大人的支持。12月28日，伊莎贝拉病逝，她的次子，休从此由姨妈照顾。
1856年，在经过了一轮投票后，省议会决定魁北克市是加拿大永久首府。麦克唐纳反对这个做法，用自己在议会中的优势，迫使议会在次年重新考虑这个问题。麦克唐纳认为，应由维多利亚女王决定加拿大的首府。反对者则认为，女王会在私底下听取政府官员的建议，不会独立作出决定。反对者最后接受了麦克唐纳的计划，但他们的条件是，在迁都的一段时间内，魁北克必须是加拿大首府。麦克唐纳向英国殖民地部提出请求，要他们确保女王不会在十个月内作出回应，不过，也可以在大选介绍后宣布女王的选择。1858年1月，女王的选择宣布，结果令所有议员失望，因为她选择了渥太華为加拿大首府。
1858年7月28日，一位来自东加拿大的反对党成员提议向女王情愿，希望她能改变选择。执政党内的东加拿大人，也支持反对党的提议，政府因此倒台。总督埃德蒙·沃克·黑德爵士邀请反对党领袖乔治·布朗组成新政府上台执政。根据当时的法律，议员接受政府职位，必须进行補選，放弃自己的席位，重新参选议员。麦克唐纳因此在议会中取得了优势地位，议席超过布朗所属政党，他趁机拖垮新一届政府。这届政府只维持了两天，就被他所领导的政府所取代。麦克唐纳再次上台执政，并不需要放弃自己的议席，因为当时的法律允许一个在三十天内担任过内阁级职位的议员，在不放弃自己的议席的情况下，接受另一内阁级职位。布朗要求总督解散议会，重新举行大选，但遭到后者拒绝。总督黑德在1858年8月6日任命麦克唐纳、卡地亞两人为正、副联合总理，为表公正，正联合总理一职，由卡地亞出任。
加拿大在19世纪50至60年代，出现了一个极度繁荣的时期。铁路、电报促进了各地的沟通。传记作家理查德·格温写道“简而言之，加拿大人开始住在同一个社群里。”同时间，管理省政府变得越来越难。法律要求执政党要在东、西加拿大，都取得过半数议席。虽然东加拿大的人口，比起西加拿大，较为稠密，但两地议席的数量相当，都是65个。布朗的其中一个政治诉求就是改革席位分配的制度，按照人口分配席位，给予东加拿大地区较多的席位。他的主张遭到来自西加拿大的政治家激烈反对。
同一时期内，南部的美国爆发内战，加拿大人与英国人都担心，美国人在内战结束后会挥军北上攻占加拿大。英国政府要求加拿大政府负担一部分驻加英军军费，政府也在1862年引入了一个民兵草案。反对党主张拒绝英国政府的要求，而来自东加拿大的议员则担心法裔加拿大人要参加一场英国人挑起的战争。麦克唐纳在此期间，不断饮酒，无法在议会中为政府引入的民兵草案保驾护航，最终辞职下野。新一届政府由与麦克唐纳同姓，但没有亲戚关系的约翰· 桑菲尔德·麦克唐纳领导。保守党虽然失去了执政地位，但仍然有很大力量，能够拖垮政府。1863年5月，约翰·桑菲尔德·麦克唐纳的政府倒台，总督黑德宣布解散议会，重新进行大选，令政治局势出现了一些小的改变。1863年12月，西加拿大议员阿尔伯特·诺顿·理查德斯获任为法律政策专员，所以要放弃席位，重新参选议员。麦克唐纳趁机亲自进行宣传，攻击理查德斯，使得他在补选中落败，他的席位由一位保守党人顶替。这届政府又因此在3月垮台，新一届政府由Taché出任联合总理，但由麦克唐纳掌握实权。这届政府又在6月垮台。政党之间的僵持，发展到这个程度，“所有人都很清楚，加拿大省宪制已死。”

## 加拿大联邦

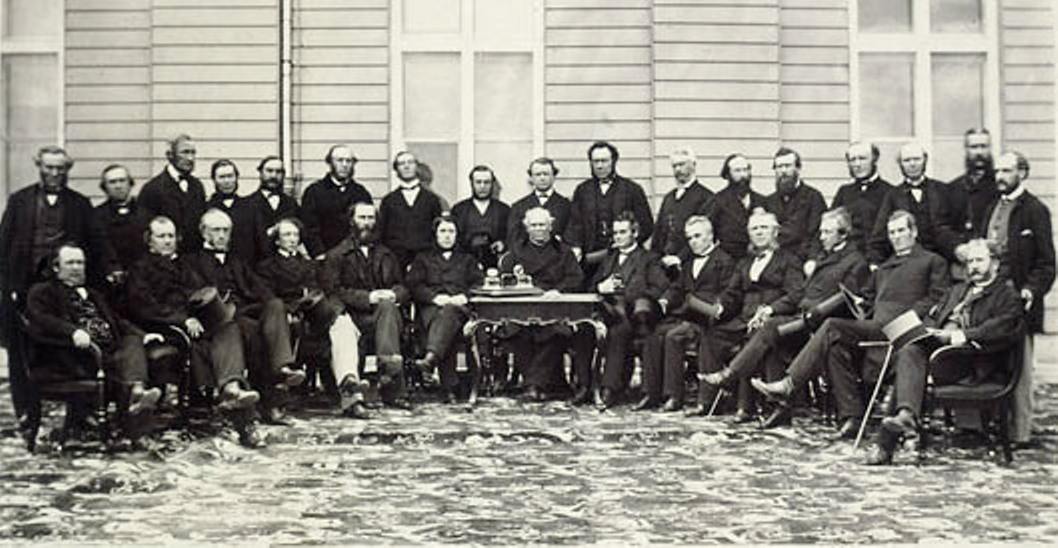
加拿大联邦会议，由左数起第四个人是麦克唐纳。

政府倒台后，麦克唐纳请求新总督查尔斯·蒙克，第四代蒙克子爵解散议会，重新进行大选。在此之前，他的政敌布朗通过中间人，与他取得联络。布朗觉得，自由党可以趁机加入政府，推进宪政改革。议会有一个委员会，专门研究建立北美英属殖民地联邦的可能性，并在政府倒台之前发表了报告。布朗是这个委员会的主席，但委员会的研究兴趣不大，他对改革议会席位分配制度更加有兴趣。麦克唐纳反而对建立联邦有兴趣。两人达成了共识，同意日后两人合作建立的联合政府，应该支持“联邦原则”。麦克唐纳后来公布了两人的讨论结果，全国都为两个仇敌，能达成共识而震惊。
除了由Jean-Baptiste-Éric Dorion领导的、来自东加拿大的Parti Rouge之外，各党各派都加入联合政府。应殖民地部要求，加拿大各地人士在1864年9月1日，到爱德华王子岛夏洛特镇参与会议。加拿大海洋省份的代表，会议结束之前，曾计划在西部各省之外，独立组成一个联邦。但他们在会议之后，决定加入加拿大联邦。
1864年10月，代表团又到魁北克市参加会议。会议通过了七十二决议（Seventy-Two Resolutions），为了加拿大联邦政府奠下了基石。1865年，Tache逝世，联合总理一职出现空缺。时任总督蒙克勋爵建议由麦克唐纳出任联合总理，但遭到布朗反对，政府因此陷入困境。问题最后得到了解决，因为总督任命了Narcisse-Fortunat Belleau为联合总理，他与前任总理一样，都是一个傀儡，没有实权。
在讨论了很长时间后，加拿大议会在1865年，以91票支持，33票反对，通过了支持加拿大联邦的决议。不过，所有海洋省份都投下了反对票。1866年，新不伦瑞克举行大选，麦克唐纳向当地亲联邦议员候选人提供金钱援助，效果明显，亲联邦一派在当地议会取得了多数席位。新斯科舍总理查尔斯·塔珀在大选后，在新斯科舍议会引入了一个法令，支持加拿大联邦。最后有关组成加拿大联邦的会议在伦敦召开。会议得出结果后，英国国会会通过有关法令，正式建立加拿大联邦。海洋省份的代表在1866年7月已经出发前往伦敦，但麦克唐纳很晚才出发前往伦敦。原因是他在此期间不断饮酒，无法出行。海洋省份的代表因此十分愤怒。1866年12月，会议在伦敦正式召开，麦克唐纳在会议中的表现，获得公众赞赏。在伦敦开会时，他娶了秘书的姊妹阿格尼丝·伯纳德为妻。1867年1月，麦克唐纳在酒店坐在椅上睡觉时，蜡烛点着了他坐着的椅子，烧伤了他，但他仍然坚持开会。2月，他与阿格尼丝在汉诺威广场圣乔治教堂举行婚礼。3月8日，英国下议院通过了英属北美法令，维多利亚女皇在同月29日御准法令。
麦克唐纳希望联邦在7月15日正式成立，但英国人希望联邦早些成立。5月22日，有关人士宣布加拿大联邦将会在7月1日正式成立。蒙克勋爵任命麦克唐纳为联邦第一任总理。东、西加拿大随着联邦建立，分割为两个独立省份，分别称为魁北克与安大略。麦克唐纳在1867年7月1日，联邦正式成立之时，获册封为下级勋位爵士。

## 加拿大总理

### 第一任期

加拿大联邦成立后边界的变化

麦克唐纳上任后，就要立即处理众多问题。他要建立联邦政府，还要处理以下问题：第一个是新斯科舍威胁退出联邦，第二个是连接各地促进联邦统一的铁路还未建成，第三个是英美关系恶劣，加拿大也因此受到影响，美国政府对进入美国市场的加拿大商品征收更多入口税。而且当时加拿大版图比现在的小，爱德华王子岛、纽芬兰、不列颠哥伦比亚仍然是英国殖民地。联邦西北面的土地，分别由英国人和哈德逊湾公司控制。英国人和美国人对联邦的观点一致，都认为联邦很快会瓦解，各地最后会被美国吸收。
1867年8月，联邦举行首届大选。麦克唐纳所属政党轻易胜出，在各省都得到了大量选民支持。议会在11月召开。麦克唐纳的政敌布朗在大选中落败。1869年，新斯科舍得到了经济利益后，同意留在联邦内，不再要求退出联邦。同年10月，纽芬兰举行大选，反联邦派得势，纽芬兰因此没有加入联邦。

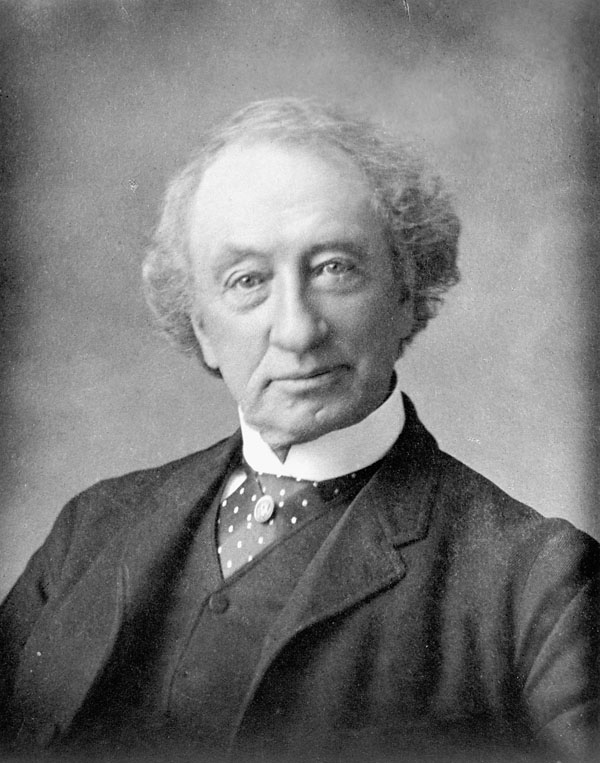
麦克唐纳，1870年，时年55岁

1869年，阿格尼丝为麦克唐纳诞下一女，名玛丽。玛丽患有先天性腦水腫，无法跑步、说话、嬉戏，也无法照顾自己。阿格尼丝的兄弟休伊特，也就是麦克唐纳的秘书，也和姊妹、母亲一起住在麦克唐纳的宅邸。1870年，麦克唐纳患上了膽石病，在两个月之后才康复。康复后，他到爱德华王子岛，游说当地人民加入联邦，而不是加入美国。爱德华王子岛最后在1873年加入联邦。
起初，麦克唐纳并不热衷于向西北扩张。担任总理后，他希望联邦的领土能扩张到西海岸。麦克唐纳派人到伦敦，商讨将鲁珀特地（Rupert's Land）与西北地区（North-Western Territory）移交给加拿大联邦的事宜。哈德逊湾公司同意将公司控制的魯珀特地帶交给加拿大联邦，条件是联邦必须向公司交付1,500,000英镑，也要允许公司保留一些贸易站和农场。在鲁伯特地带内的红河殖民地（Red River Colony）的居民在得悉这笔交易后，产生了不满情绪。在当地居住的梅蒂人担心新政府的管治会对他们不利，最终在1869年爆发了红河叛乱（Red River Rebellion）。麦克唐纳迅速派兵平乱，不过为了安抚当地人民，他允许当地人民居住的地区以曼尼托巴省的形式加入联邦，其他地区仍然以地区形式加入联邦，即现今西北地区。

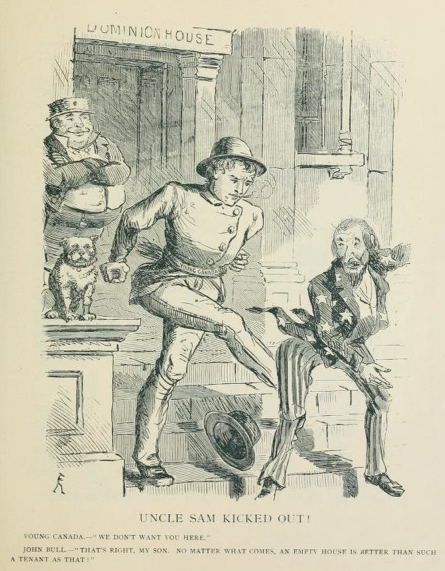
“我们不想你在这里。”在加拿大成立之初，与美国合并是一个政治问题。在这幅由“Grinchuckle”所绘的漫画中，小加拿大踢了山姆大叔一脚，而约翰牛则显得很满意。

麦克唐纳也想将不列颠哥伦比亚殖民地纳入联邦的版图。当地部分居民希望不列颠哥伦比亚与美国合并，因为殖民地如果加入了联邦，将会面临沉重的债务负担。双方在1870年进行了协商，加拿大代表团由Cartier带领，麦克唐纳在协商期间患病，正在修养。Cartier向对方保证，他们会在十年内修建一条铁路，把不列颠哥伦比亚与加拿大东部省份连接起来。对方接受了Cartier的要求，在1871年加入了联邦。Cartier的承诺在加拿大国会引发了争议，因为修建如此漫长的铁路，所需要的费用将会相当高昂。内阁成员亚历山大·莫里斯更称之为保守党人自加拿大开国以来，最差的决定。
加拿大与美国在深海捕鱼权利上存在纷争。1871年初，英美双方召开了会议，解决双方之间悬而未决的问题。加拿大希望能得到赔偿金，弥补Fenians造成的损失。Fenians是一群争取爱尔兰独立的激进主义者，他们在美国北部设置基地，不时越境进入加拿大进行破坏，希望藉此迫使英国政府承认爱尔兰独立。麦克唐纳被迫接受任命，在会议中担任英方专员。他之所以不情愿担任这一职务，是因为他觉得加拿大可能要为母国英国作出牺牲。结果如他所料，加拿大没有任何得益：没有赔偿金，也没有经济方面的得益。加拿大更要开发水域，供美国渔民捕鱼。会议双方签署的条约名为华盛顿条约。麦克唐纳回到加拿大后，要面对因条约而起的政治风暴。

### 第二任期
麦克唐纳在1872年大选之后，才制定铁路政策，筹集资金，确保工程顺利完成。1871年，他与几个有可能投资铁路的商人见了面，进行了讨论。麦克唐纳当时的首要任务，是应对华盛顿条约所带来的政治风暴。
1872年初，下议院通过了麦克唐纳引入的法令。大选由八月初一直进行到九月末。法令通过后，安大略在下议院的席位增加了。麦克唐纳花了很多时间在安大略拉票。很多地方都出现了选举舞弊的情况，候选人賄賂选民，改变选民的投票意向。当时加拿大还未采用不记名投票，选民的名字会被人大声读出。麦克唐纳所属的政党在国会对在野党的优势变小了，保守党的席位在大选前比在野党多出35个，在大选后，只多出8个。自由党在大选中的表现更佳，执政党唯有依靠来自西部和海洋省份的议员来维持统治。

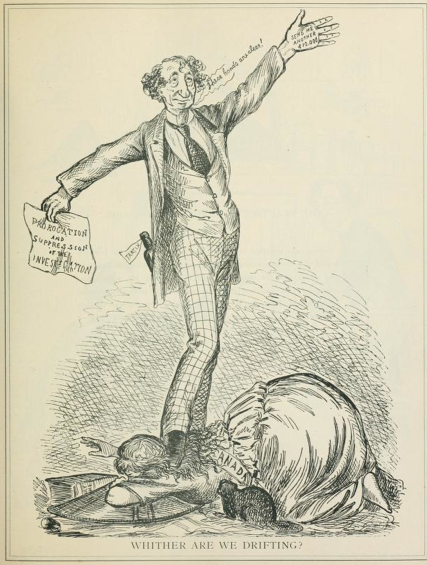
在这幅名为“我们到哪里去？”漫画中，喝醉了酒的麦克唐纳，得意洋洋地踩在代表加拿大的女子身上。另外，他在漫画中自称“两袖清风”，没有贪污，但他的手掌上就写着“再给我一万英镑”的字样。1873年8月漫画，由约翰·威尔逊·本戈夫所绘。

麦克唐纳希望在1872年初，向铁路公司发出特许，但一直未能与投资者达成共识，到了1872年末才向铁路公司发出特许。1873年，议会開幕，自由党党员卢修斯·塞思·亨廷顿（Lucius Seth Huntington）在会上指责政府官员腐败受賄，收受铁路公司政治献金。有关文件很快曝光，这一事件称为太平洋丑闻（Pacific Scandal）。以休·阿伦爵士（Sir Hugh Allan）为首的投资者，在美国北太平洋铁路公司（Northern Pacific Railway）的秘密支持下，向保守党交出179,000英镑的竞选经费，然后获得执政保守党颁发特许。支持反对党的报纸，开始刊登政府官员签署的文件，可以从文件看出，官员要求铁路公司交出大笔金钱。麦克唐纳向铁路公司索要了45,000英镑。Cartier收受金额最大，因为他在参选蒙特利尔东议员，竞选耗资巨大。Cartier在竞选中落败，不过，他后来以普羅文议员的身份，重回议会。竞选期间，Cartier患上了肾脏部位的疾病，到伦敦求医，最终在1873年5月病逝。
麦克唐纳一直没有回应事件。在野党将有关文件交给反对政府的报纸。7月18日，三份报纸刊登了一份文件，文件日期为1872年8月，来自麦克唐纳处，可以从文件看出，他要求铁路公司在交给他10,000英镑，并保证这是“最后一次索要”金钱。总督在他的建议下组成了皇家委员会，调查这个事件，并宣布议会休会。10月，议会复会，自由党觉得可以趁机击败麦克唐纳，就开始对摇摆不定的人施加压力。
11月3日，麦克唐纳在下议院发表演说，为政府和自己辩护，传记作家P·B·怀特（P.B. Waite）称他发表了“他人生的演说，在某种意义上来讲，是为他的人生发表了演说”。他在早上九点开始发表演说，一开始显得无精打采，但很快就恢复了状态。麦克唐纳一边演说一边饮水、饮酒。他认为政府官员没有贪污腐败，还说执政、在野两党都经常收受类似的政治献金。在经过五个小时的演说后，麦克唐纳总结道：

我把这个问题交给议会处理。我可以接受议会利于我或不利于我的决定，但无论结果如何，我都要老实地说，我为加拿大花的时间、心灵、才智、财富与力量极多，以至于没有人比得上。

麦克唐纳的演说被视为个人的胜利。但演说并未挽救政府的命运。在逐渐失去下议院与公众的支持的情况下，麦克唐纳在12月5日向总督达费林勋爵提出请辞。自由党党魁亚历山大·麦肯齐因此成为加拿大第二任总理。麦克唐纳回到家后，告诉妻子这个消息，还说“这样解脱是个慰藉”。自从以后，都没有记录显示，他再提及过此事。麦克唐纳辞职，他所领导的保守党也随他下野。但不列颠哥伦比亚的Amor de Cosmos加入了自由党，避免了离职。
1873年11月6日，麦克唐纳引咎辞去保守党党魁职务，遭到拒绝。麦肯齐在1874年1月举行了大选，成功削减了保守党在下议院的席位，他所属的自由党在下议院取得了多数席位。除了不列颠哥伦比亚地区外，保守党在各地的选情都不容乐观。麦克唐纳回到了金斯顿参选议员，但因为贪污受賄没有取得席位。他在随后的补选中成功取得席位，重返议会。传记作家斯維森（Swainson）写到，当时大部分的观察家都认为麦克唐纳的仕途已经完结，是“江郎才尽、没有荣誉的人”。

### 出任反对党领袖
麦克唐纳以轻松的方式，带领在野保守党，等待执政自由党犯错。他放了一段长假，迁居多伦多，与儿子休一起继续经营律师楼。1874年，自由党政府与美国政府签署了自由贸易协定，麦克唐纳认为此举有误，他觉得只有提高关税，才能让加拿大建立起自己的制造业。1873年，世界范围内出现金融危机，危机持续时间很长，导致执政自由党难以继续推动铁路建设。自由党政府没有足够资金继续进行铁路工程，唯有靠尽量拖慢进度来应对这一问题。联邦先前对不列颠哥伦比亚省的承诺，很有可能无法实现。
1876年，麦克唐纳决定采取保护主义，作为保守党的经济政策。保守党在同年夏季举行的多个政治野餐上，宣传了这个政策。这个政策得到了公众的支持，保守党议员候选人在多个补选中胜出。1876年末，保守党在下议院的席位，已经增多了14席，与自由党的差距收窄。麦克唐纳考虑过从此退休，并选定查尔斯·塔珀为自己的接班人。

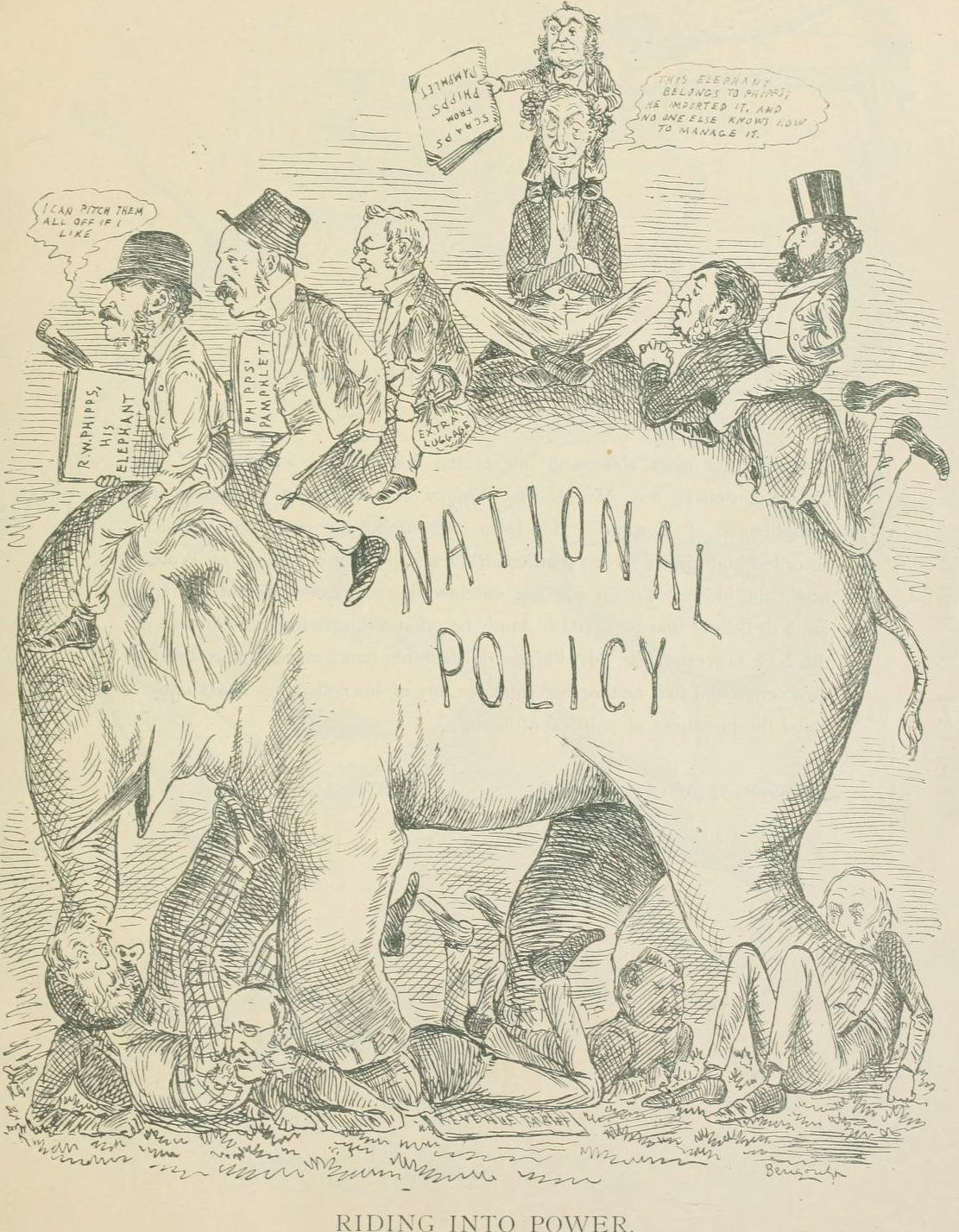
在这幅漫画中，麦克唐纳坐在写有“国家政策”一字的大象上，在1878年大选中走向权力，再次上台执政。大象脚下的人物是自由党成员，而自由党的党魁麦肯齐也被象鼻勒住。

1877年，议会开幕，保守党人信心十足，自由党在议会内采取守态。保守党接连在全国各地进行宣传活动。麦克唐纳更亲身出现在魁北克，极为罕见。保守党在次年继续进行宣传，保守党宣传的政策可称为“国家政策”：调高关税，加快建设连接全国各地的铁路，运用铁路加快发展加拿大西部，推行吸引移民的政策。麦克唐纳在这些轻松愉快的宣传活动上大展所长。有一次，他指责自由党引来了害虫破坏农作物，并承诺在保守党上台后，害虫都会消失。
第三届加拿大国会最后一日会议充满火药味。会上，麦克唐纳和塔珀在会上指责自由党政府，给予铁路工程投资者唐纳德·史密斯（Donald Smith）在彭比纳建造铁路的权利。两人认为，这是自由党对史密斯在太平洋丑闻中背叛保守党，投向自由党的奖励。这一场风波甚至影响了上议院。麦克唐纳最后说：“史密斯是我有生而来见过的最大的骗子！”这是加拿大第三届国会最后一句有记录的发言。
1878年9月17日，加拿大举行大选。麦克唐纳的支持者担心他会在金斯顿选区落选议员，建议他改为出选选民倾向保守党的卡德韋爾（Cardwell）选区。他并未听取支持者的意见，继续留在金斯顿选区参选议员。结果被自由党人亚历山大·岡恩（Alexander Gunn）击败。不过，保守党候选人在各地取得了成功，麦克唐纳随后也在馬凱特（Marquette）选区参选议员成功，保住议席。大选过后，他接受了首相职位，放弃马凯特席位，重新在维多利亚（Victoria）选区参选议员。所以，在国会正式召开之时，麦克唐纳是以维多利亚选区议员身份与会。

### 第三第四任期

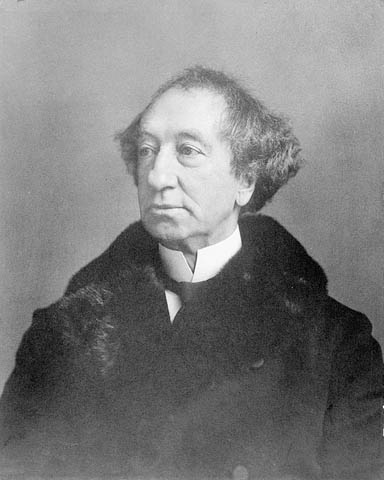
麦克唐纳，1883年11月，时年68岁

保守党在上台执政后，在第一财政年度实现了部分“国家政策”。加拿大在这个政策下大幅调高关税，拉近了加拿大和美国、德国等高关税国家之间的距离。调高关税的目的是保护加拿大工业，令加拿大工业有机会成长。海关向经过加工的纺织品征收高达34%的关税，但入口加工纺织品的机器则不需要缴纳任何关税。麦克唐纳并未满足，在接下来的时间里，继续向公众宣传调高关税的好处，希望能进一步调高关税。在处理了预算问题后，麦克唐纳开始处理铁路问题。他发现铁路工程的进度未如理想。在上一届政府执政期间，铁路公司虽然建造了几百公里的铁路，勘探铁路所经的地区，但是铁路工程所得资金很少。1880年，麦克唐纳找到了一个由乔治·史提芬（George Stephen）领导的辛迪加继续这个工程。遭到麦克唐纳猛烈批评的唐纳德·史密斯是辛迪加的大股东。这一事实不为公众所知，但麦克唐纳对此一清二楚。同年，加拿大联邦接管了英属北极群岛，国土与今日加拿大的国土相比，只缺少了最后加入联邦的纽芬兰。加拿大亦于同年派出了第一位驻外外交代表。这位外交代表就是驻英高级专员（High Commissioner to Britain）亚历山大·高尔特（Alexander Galt）。1882年，大选在经济良好的环境下举行，结果保守党在下议院的优势不再明显。麦克唐纳这次出选查尔顿（Carleton）选区议员。
政府在铁路工程上投入了很多资金。政府向铁路公司加拿大太平洋铁路（CPR）拨款25,000,000英镑，拨地25,000,000英亩。此外，政府又投资32,000,000英镑，建造与CPR连接的其他铁路。在1881年对于仅有四百万人口的国家来说，整个计划的耗资是十分高昂的。在1880年至1885年间，工程进展极慢，铁路公司多次瀕临破产。落基山脉的地形，对施工造成了很大的负面影响。经过苏必利尔湖北岸的线路，也遇到了施工困难，因为当地存在沼泽，铁路和机车都陷入其中。麦克唐纳从国库拨出资金，借给铁路公司，以免公司无力还债。

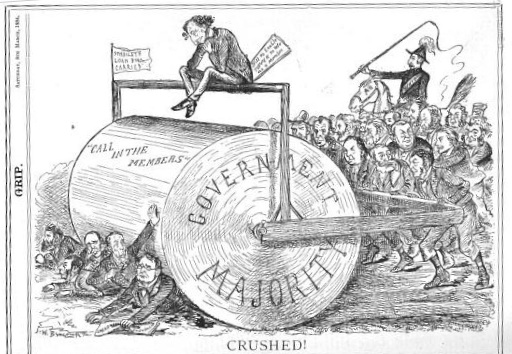
在这幅漫画中，麦克唐纳利用自己在议会内的优势压倒自由党党魁爱德华·布莱克。

铁路工程即将完成之时，加拿大西北部民情起伏。很多原先居住在曼尼托巴省的梅蒂人进入了这个地区居住。政府与梅蒂人之间关于土地权的谈判进展缓慢。政府从美国召回被流放的梅蒂人领袖路易·里尔，以为他能解决这一问题。里尔不但没有为政府解决问题，还在1885年带领当地人揭竿而起。麦克唐纳用铁路运送民兵，迅速平定叛乱，瑞尔亦被政府军俘虏，被判叛国罪，施以绞刑。麦克唐纳不愿推迟处决患有精神病的瑞尔。处决瑞尔一事极具争议性，令不少来自魁北克的保守党人不满，魁北克人逐渐疏远保守党，到了20世纪，甚至投向自由党阵型。铁路公司在叛乱期间，通过运输政府军部队，改善了自身的环境。铁路最终在1885年11月7日完成，铁路公司的经理通知麦克唐纳到不列颠哥伦比亚参加铁路完成典礼。
1886年夏，麦克唐纳乘私人列车，西巡不列颠哥伦比亚等地。麦克唐纳在停站时向当地人发表演说。他的妻子也与他一同西巡，夫妇二人有时候会在车头看风景。1886年8月13日，麦克唐纳在一个典礼上，用银制锤子钉下Esquimalt and Nanaimo Railway的最后一根钉子。
1886年，加美两国在捕鱼权利上再起纷争。美国渔船以补充木材、食水为借口，到加拿大沿岸浅水地区捕鱼。有几条渔船因此被加拿大人扣留。美国人要求加拿大人释放逮捕的渔民，归还扣留的渔船。麦克唐纳引入了一条法令，企图推翻此前的签订的华盛顿条约，令英国人不悦。总督兰斯多恩勋爵听从英国政府指示，不御准法令。法令因此没有生效，但也没有遭到否决。经过一轮协商后，英国政府准许法令生效，并承诺，如果英美双方未能在这个问题上达成共识的话，就会派遣战舰保护加拿大渔船。

### 第五与六个任期

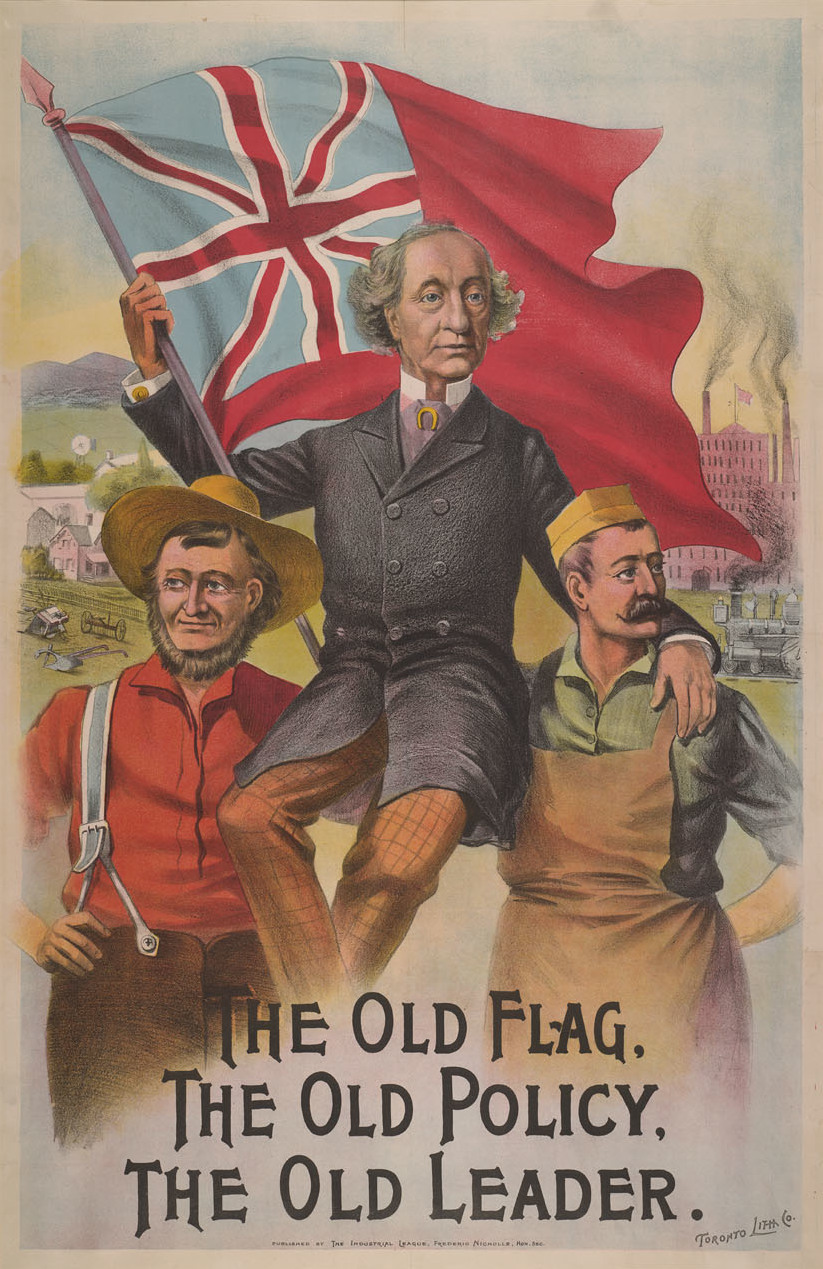
一幅保守党选举海报

麦克唐纳担心经济持续不景气会削弱他的政治力量，所以，他计划在1886年末提前发起大选。安大略自由党省长又在他之前，发起了省内大选。自由党在大选中表现不俗，其省议会席位亦因此增加。1887年1月15日，麦克唐纳解散國會，并在2月22日举行聯邦大選。大选期间，自由党在魁北克省议会取得多数席位，组成省政府，对保守党在联邦大选中的表现，造成了负面影响。麦克唐纳等人都努力宣传保守党，连新任驻英专员都推迟出国日期，留在加拿大进行宣传活动。自由党党魁宣传不力，令保守党人在困难重重的情况下再次胜出。麦克唐纳也回到了金斯顿选区出选议员。连新一代保守党人都承认他对保守党吸纳选票有极大帮助。
自由党党魁在大选后引咎辞职，新一任党魁是威爾弗里德·勞里埃（Wilfrid Laurier）。新党魁改变了政党政策，不再如以往一般，接受“国家政策”，要求与美国自由贸易。他认为与其利用票价高昂的CPR，横跨加拿大空旷的草原，与西北贸易，还不如直接与南部的美国进行贸易。麦克唐纳认为，加拿大可以和美国互惠互利，但不应该调低关税。支持这一主张的美国人毫无顾忌的说，这一“商业联盟”是政治联盟的雏形，在加拿大引起了不少争议。

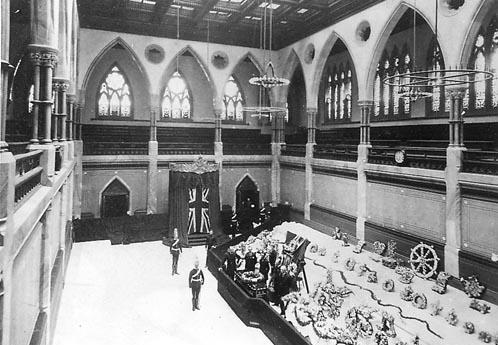
约翰·A·麦克唐纳的棺木在1891年6月8日陈列于加拿大参议院。

1891年3月5日，加拿大举行联邦大选。自由党在大选中，收受大量来自美国的政治献金。保守党则得到CPR的支持。麦克唐纳在大选期间晕倒，事后继续在金斯顿亲戚家中指挥竞选活动。保守党得票明显比自由党多，但保守党的优势还是被削弱了。保守党在加拿大中部选区失势，不过保住了东西部的议席。自由党在大选后勉强接受了国家政策。
麦克唐纳在大选后休养了几个星期，表面上回复了健康。5月末，他突然中风，半身瘫痪。经过麦克唐纳家的车辆船隻，都尽可能地减低噪音，以免打扰他养病，全国各地的人都在留意他的病情。麦克唐纳最终于1891年6月6日病逝，病逝前十分清醒。成千人都参议院瞻仰了他的遗体。火车将麦克唐纳的遗体运送到金斯顿，在路上停站时，有不少人前来哀悼。火车抵达金斯顿后，有关人员安排麦克唐纳的遗体身着枢密院官服在市政厅展示。他葬于金斯顿Cataraqui Cemetery，就在第一任妻子的墓旁边。
自由党党魁在下议院发表了如下悼词：

约翰·A·麦克唐纳爵士在这个国家所占的位置，是如此之大，以至于我们难以想象，没有了他的国政和国运会继续下去。他的逝世令我们悲痛万分。

## 纪念与评价
麦克唐纳担任总理的时间，达十九年之久，加拿大历任总理中，只有威廉·莱昂·麦肯齐·金一人能打破这一记录。麦克唐纳身为加拿大国父，却没有城市政区以他为名，也没有为纪念他而建造的建筑物，与美国国父乔治·华盛顿不同。不过落基山脉有一座山峰以他为名。加拿大国会在2001年定1月11日为约翰·A·麦克唐纳爵士日，不过，这一节日并非联邦节日，也不受民众重视。加拿大十元纸钞上，印有麦克唐纳的肖像。加拿大首都渥太华的机场——渥太华麦克唐纳－卡蒂埃国际机场以麦克唐纳和蒙特利尔东选区首位国会议员乔治-艾蒂安·卡蒂埃的名字命名。此外，加拿大境内有多条道路以麦克唐纳为名，不过很少有人以正式名称称呼这些道路。

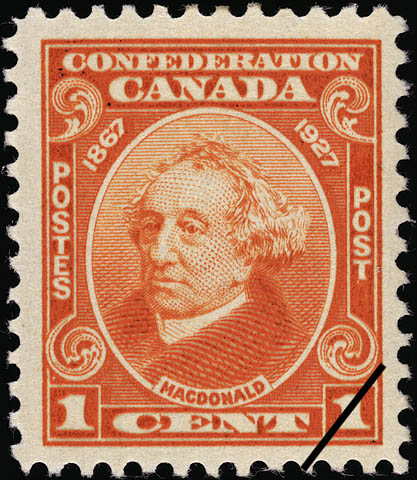
纪念麦克唐纳的邮票

不少地方都与麦克唐纳有联系。他的墓和他的故居都是加拿大历史古迹。麦克唐纳在渥太华的宅邸恩斯克利夫（Earnscliffe）是当今英国驻加高级专员的官邸。加拿大各地，如渥太华国会山、多伦多皇后公园，金斯顿市公园都有他的雕像。
保守党参议员休·西格爾认为，加拿大本身就是麦克唐纳的纪念碑：“没有麦克唐纳，加拿大今日的国界，可能就是曼尼托巴、安大略两省的边界。纽芬兰可能像阿拉斯加一样，落入美国人手中，曼尼托巴、薩斯喀徹溫、艾伯塔和不列颠哥伦比亚的命运，可能也是一样。没有了麦克唐纳，我们要买美国人的石油。我们的生活质量会变差，事业的前途也是一样，我们在世界的地位也会随之降低。”为麦克唐纳作传的人都注意到，他对建立加拿大民族的贡献。斯维森写道：“他不但在建立加拿大的过程中出力，还对这个国家的性格作出了不可估量的贡献。”格温写道：

他的成就非凡。创建联邦是他最重要的成就，不过，拓展国土，修建铁路，观察事物的角度客观，在财政和经济方面贡献良多的重要度也不低。另一边厢，他要为太平洋丑闻，处决路易斯·瑞尔，向华工征收人头税负责。因此，他的功过难以断定。他的私生活是枯燥乏味的。大部分加拿大领袖都是如此，只有少数几个例外，如皮埃尔·特鲁多，约翰·迪芬贝克，威爾弗里德·勞里埃也算半个。

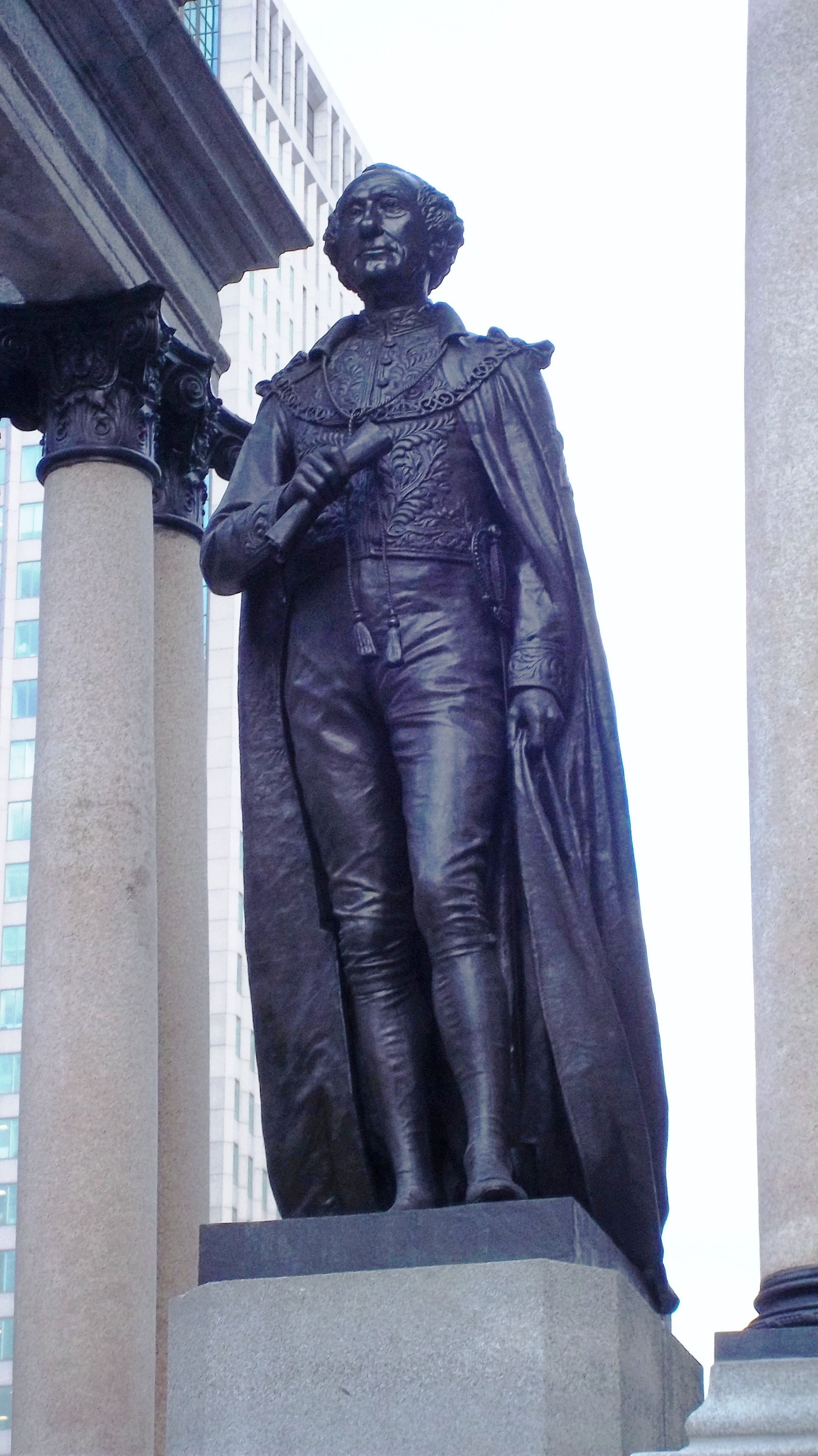
蒙特利尔的麦克唐纳雕像，摄于2011年。这尊像在2020年8月被推倒

一些人批评麦克唐纳，认为他是种族主义者、殖民主义者、白人至上主义者。麦克唐纳政府强行要求原住民儿童到寄宿学校上学。批评者认为，此举实质是民族同化，旨在摧毁原住民的文化、社群与民族认同。2018年，抗议者在蒙特利尔的麦克唐纳雕像上喷漆。同年8月，不列颠哥伦比亚省首府維多利亞市议会投票决定，移除市政厅前的麦克唐纳雕像，以安抚原住民。2020年8月29日，蒙特利尔的一场反种族歧视、反警察暴力的示威游行中，游行者推倒了蒙特利尔的麦克唐纳雕像。时任加拿大总理贾斯廷·特鲁多批评了示威者的行为。蒙特利尔市长、魁北克省省长、加拿大保守黨党首、新民主党党首也表示反对。
2021年5月加拿大原住民寄宿學校舊址發現墳墓，在任期間推行寄宿學校制度的莊·亞歷山大·麥當勞備受批評。5月30日愛德華王子島省首府查洛頓決定拆除市中心的麥當勞雕像，而在三星期前當地議會投票選擇保留該雕像。

## 有关书籍
- Bliss, Michael.  Updated. Toronto: Harper Perennial Canada. 2004. ISBN 978-0-00-639484-6.
- Careless, J.M.S. . Toronto: Macmillan of Canada, Revised Edition. 1963.
- Collins, Joseph Edmund. . Toronto: Rose Publishing Company. 1883.
- Creighton, Donald. . Toronto: The Macmillan Company of Canada Ltd. 1964.
- Guillet, Edwin C. . Toronto: The Macmillan Company of Canada Ltd. 1967.
- Johnson, J.K. . Toronto: The Macmillan Company of Canada, Ltd. 1969.
- Pope, Joseph. . Toronto: Brook & Co. 1915.